# Borislav Pelević
Borislav Pelević (in serbo Борислав Пелевић?; Bublje, 22 novembre 1956 – Belgrado, 25 ottobre 2018) è stato un politico serbo.

## Biografia
Pelević fu il presidente del partito ultranazionalista dell'Unità Serba, formazione politica fondata da Željko Ražnatović. Mantenne la carica sino al dicembre 2007, quando questo confluì nel Partito Radicale Serbo di Šešelj.Dal 2008 è membro del Partito Progressista Serbo di Tomislav Nikolić.
Nel 2002 e 2004 fu candidato senza successo alla presidenza della Serbia, mentre venne eletto per due volte, nel 2007 e 2008, nelle file del Partito Radicale Serbo alle elezioni parlamentari serbe. Prima della carriera politica ha prestato servizio nelle Tigri di Arkan ricevendo il suo addestramento nel campo di addestramento di Erdut nel 1992 ed è stato nominato vicecomandante del corpo nel 1995. È stato indagato dal Procuratore di Belgrado nel 2010 ma poi l'inchiesta è stata chiusa per insufficienza di prove.

## Altro
Borislav Pelević fu presidente della federazione serbo-montenegrina di kickboxe. Nel 1997 scrisse il libro Kik boks – Teorija i metodika.